# Bonn
Bonn (en español arcaizante, Bona) es una ciudad alemana del estado federado de Renania del Norte-Westfalia. Fue la capital de la República Federal de Alemania hasta la reunificación del país en 1990, y sede del gobierno hasta 1999. Forma parte de la macrorregión metropolitana del Rin-Ruhr.
Posee una población de 329 673 habitantes (diciembre de 2020) y es la decimonovena ciudad más grande del país. Es la ciudad natal del compositor Ludwig van Beethoven. Desde la reforma comunal de 1969, la ciudad se divide en cuatro distritos: Bonn, Beuel, Hardtberg y Bad Godesberg. En su frontera sur limita con el estado federado de Renania-Palatinado.

## Historia
Los romanos construyeron un puente sobre el río Rin alrededor del año 10 a. C. cerca de un lugar llamado Bonna. Se cree que dicho lugar pudo ser creado con anterioridad por los celtas en cuya lengua bonna significa ciudad. Después de la batalla del bosque de Teutoburgo en 9 a. C. fue transformada en un fuerte que albergaba 7000 legionarios. El asentamiento romano de Castra Bonnensia —importante en la defensa limítrofe del imperio— dio origen a la ciudad.

Bonn a mediados del

Durante el Imperio carolingio Bonn se convirtió en un centro religioso. Desde el siglo XIII hasta 1794, cuando es ocupada por Francia, perteneció al territorio de los arzobispos electores de Colonia, que establecieron allí su residencia. La herencia de aquella época de grandeza ha quedado en sus edificios de estilo barroco, como la sede principal de la universidad y el palacio de Poppelsdorf, y en las casonas de finales del siglo XIX y las de estilo art nouveau. El compositor Ludwig van Beethoven (1770-1827) fue organista del último de los príncipes electores. En el siglo XIX, después de la derrota de Napoleón, en enero de 1814 la ciudad pasó a pertenecer al reino de Prusia
Después de la Primera Guerra Mundial y hasta 1926, Bonn fue ocupada sucesivamente por tropas canadienses, británicas y francesas. Durante la Segunda Guerra Mundial, unas 1000 personas, principalmente judíos, fueron víctimas del nazismo. Otras 8000 fueron deportadas a campos de concentración o forzadas al exilio. En 1945, la ciudad fue ocupada por tropas británicas.
La destrucción de Berlín y la división de Alemania tras el final de la guerra llevó a la elección de Bonn como nueva capital en detrimento de las también candidatas Fráncfort del Meno, Kassel y Stuttgart, dado que Konrad Adenauer, el primer canciller, se educó allí, entre otras cosas. Fue capital de la RFA desde 1949 y hasta 1990, cuando como consecuencia de la reunificación de la RFA con la RDA se declaró a Berlín ciudad capital de Alemania. El traslado del gobierno tuvo lugar en 1999.
A pesar de no ser capital del Estado, Bonn conserva su personalidad política y diplomática. En la actualidad es sede de estamentos de la ONU; es más, en 1999 —durante la presidencia alemana del Consejo de la Unión Europea—, Bonn acogió tres importantes cumbres de la Unión Europea (UE) que trataron sobre las relaciones políticas y comerciales con Japón, Canadá y los Estados Unidos.

### Edificios históricos

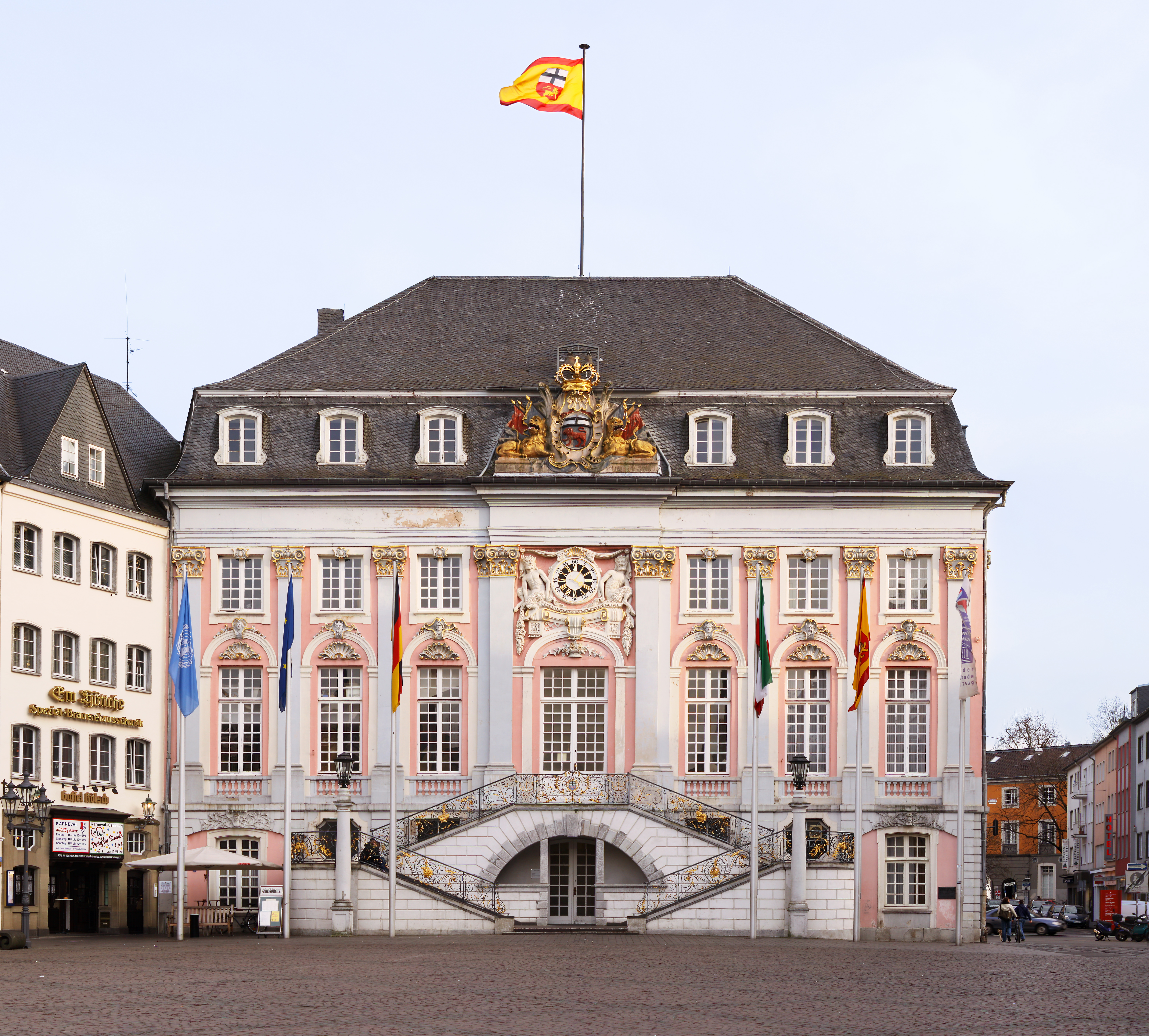
El antiguo ayuntamiento.

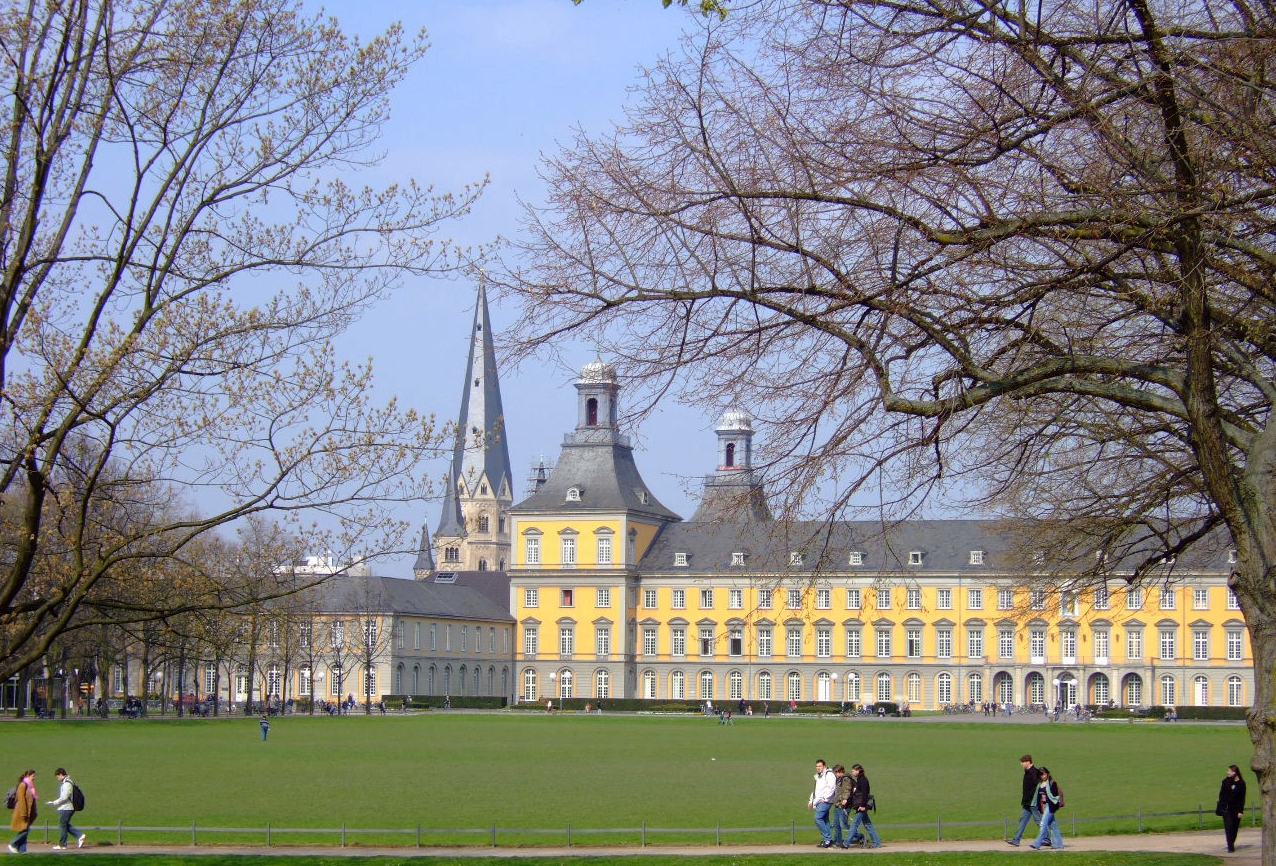
La Universidad de Bonn en la antigua residencia del príncipe elector de Colonia. En primer plano, el jardín "Hofgarten" y al fondo, la torre de la catedral.

## Clima
| Parámetros climáticos promedio de Bonn (normales 1971-2010)      | Parámetros climáticos promedio de Bonn (normales 1971-2010) | Parámetros climáticos promedio de Bonn (normales 1971-2010) | Parámetros climáticos promedio de Bonn (normales 1971-2010) | Parámetros climáticos promedio de Bonn (normales 1971-2010) | Parámetros climáticos promedio de Bonn (normales 1971-2010) | Parámetros climáticos promedio de Bonn (normales 1971-2010) | Parámetros climáticos promedio de Bonn (normales 1971-2010) | Parámetros climáticos promedio de Bonn (normales 1971-2010) | Parámetros climáticos promedio de Bonn (normales 1971-2010) | Parámetros climáticos promedio de Bonn (normales 1971-2010) | Parámetros climáticos promedio de Bonn (normales 1971-2010) | Parámetros climáticos promedio de Bonn (normales 1971-2010) | Parámetros climáticos promedio de Bonn (normales 1971-2010) |
| Mes                                                              | Ene.                                                        | Feb.                                                        | Mar.                                                        | Abr.                                                        | May.                                                        | Jun.                                                        | Jul.                                                        | Ago.                                                        | Sep.                                                        | Oct.                                                        | Nov.                                                        | Dic.                                                        | Anual                                                       |
| ---------------------------------------------------------------- | ----------------------------------------------------------- | ----------------------------------------------------------- | ----------------------------------------------------------- | ----------------------------------------------------------- | ----------------------------------------------------------- | ----------------------------------------------------------- | ----------------------------------------------------------- | ----------------------------------------------------------- | ----------------------------------------------------------- | ----------------------------------------------------------- | ----------------------------------------------------------- | ----------------------------------------------------------- | ----------------------------------------------------------- |
| Temp. máx. media (°C)                                            | 4.7                                                         | 6.1                                                         | 9.9                                                         | 14.1                                                        | 18.6                                                        | 21.8                                                        | 23.2                                                        | 22.8                                                        | 19.8                                                        | 14.7                                                        | 9.0                                                         | 5.8                                                         | 14.2                                                        |
| Temp. media (°C)                                                 | 2.4                                                         | 2.8                                                         | 6.3                                                         | 9.7                                                         | 14.0                                                        | 16.7                                                        | 18.8                                                        | 18.3                                                        | 14.6                                                        | 10.5                                                        | 6.2                                                         | 3.1                                                         | 10.3                                                        |
| Temp. mín. media (°C)                                            | -0.6                                                        | -0.4                                                        | 1.6                                                         | 4.5                                                         | 8.1                                                         | 11.3                                                        | 13.0                                                        | 12.5                                                        | 10.0                                                        | 6.4                                                         | 3.2                                                         | 0.6                                                         | 5.9                                                         |
| Lluvias (mm)                                                     | 61.0                                                        | 54.0                                                        | 64.0                                                        | 54.0                                                        | 72.0                                                        | 86.0                                                        | 78.0                                                        | 78.0                                                        | 72.0                                                        | 63.0                                                        | 66.0                                                        | 68.0                                                        | 816.0                                                       |
| Horas de sol                                                     | 51.0                                                        | 76.0                                                        | 110.0                                                       | 163.0                                                       | 190.0                                                       | 195.0                                                       | 209.0                                                       | 194.0                                                       | 141.0                                                       | 104.0                                                       | 55.0                                                        | 41.0                                                        | 1529                                                        |
| Fuente n.º 1: Deutscher Wetterdienst (Bonn-Rohleber, 1971– 2010) |                                                             |                                                             |                                                             |                                                             |                                                             |                                                             |                                                             |                                                             |                                                             |                                                             |                                                             |                                                             |                                                             |
| Fuente n.º 2: Climate-Data.org, máxima y mínima medias           |                                                             |                                                             |                                                             |                                                             |                                                             |                                                             |                                                             |                                                             |                                                             |                                                             |                                                             |                                                             |                                                             |

## Turismo y cultura

### Casa natal de Ludwig van Beethoven
La casa natal del más famoso hijo de la ciudad, Ludwig van Beethoven, se encuentra en la pequeña calle Bonngasse, en el centro de la ciudad. Es actualmente un museo que preserva una importante colección de documentos del compositor, entre ellos el autógrafo incompleto de su novena sinfonía, que ha sido declarado por la Unesco patrimonio documental de la humanidad. En 1986 se inauguró en un edificio contiguo la sala de música de cámara de la ciudad.
En la plaza del mercado se encuentra el ayuntamiento viejo de la ciudad, construido en 1737 en estilo rococó. Su uso se reduce a la recepción de visitantes ilustres y en él está el despacho del alcalde, pero no del gabinete de gobierno.Justo detrás de él, se encuentra el Kurfürstliches Schloss, sede del rectorado de la Universidad de Bonn y de algunas titulaciones de letras. En su origen, fue construido para la residencia del Príncipe Elector.
Otro lugar típico es la Avenida de Poppelsdorf (Poppelsdorfer Allee), la cual está flanqueada a izquierda y derecha por largas hileras de castaños de indias. Conecta el edificio principal de la universidad con el castillo de Poppelsdorf (Poppelsdorfer Schloss), edificio pensado como una segunda residencia para el príncipe. Esta avenida está interrumpida por la línea ferroviaria adyacente a la estación, que se construyó entre los años 1883 y 1884.

### Iglesias
- Catedral de Bonn (Münsterkirche). Su construcción comenzó en el siglo XI y finalizó en el siglo siglo XIII, lo que la convierte en una de las más antiguas del país. Dedicada al culto católico.
- La Doppelkirche (iglesia doble). Construida en el siglo XII.
- El Alter Friedhof (cementerio viejo) de Bonn. Uno de los más conocidos por la belleza de sus lápidas. Destacan las tumbas de Robert Schumann y Clara Schumann, la madre de Beethoven y Mathilde Wesendonck.

### Castillos
- Ruinas del castillo Godesburg. Situado al sur de la ciudad en el barrio Bad Godesberg.

### Edificios modernos
- La Torre de Correos (Postturm). El edificio más alto del estado federado de Renania del Norte-Westfalia.
- Sede de la Deutsche Telekom.
- Sede de T-Mobile.
- Maritim Bonn. Moderno hotel de cinco estrellas, sede de numerosos congresos.
- Schürmannbau, la sede central de la Deutsche Welle.
- Langer Eugen. Antigua sede de los despachos de los diputados del parlamento y hoy parte del campus de la ONU.

### Museos
- Kunst- und Ausstellungshalle der Bundesrepublik Deutschland (Salón de arte y exposiciones de la República Federal de Alemania).
- Kunstmuseum Bonn (Museo de arte moderno, con una gran colección de obras de August Macke, quien vivió en Bonn la mayor parte de su vida creativa).
- Haus der Geschichte der Bundesrepublik Deutschland (Museo de la historia de la República Federal de Alemania).
- Museum Koenig (Museo de historia natural, donde después de la Segunda Guerra Mundial se reunió por primera vez el parlamento alemán).
- La Beethoven-Haus, casa natal de Ludwig van Beethoven.
- Ägyptisches Museum (Museo egipcio).
- Akademisches Kunstmuseum (Museo académico de arte).
- Arithmeum, el Museo de las Matemáticas del Instituto de Investigaciones en Matemática Discreta de la Universidad de Bonn.
- Rheinisches Landesmuseum Bonn, el Museo Regional Renano de Bonn, con el cráneo del famoso Neanderthal 1, descubierto en 1856 en Neandertal cerca de Düsseldorf.

### Universidades
- La Universidad de Bonn Rheinische Friedrich Wilhems Universität Bonn
- Instituto Max Planck de Radioastronomía

### Naturaleza
- Botanischer Garten (Jardín Botánico)
- Rheinaue (parque de ocio en la vega izquierda del Rin)
- Rhein-Promenade und Alter Zoll (Ribera del Rin y vieja aduana fluvial)
- Volcán Rodderberg (sur de la ciudad)

## Distritos

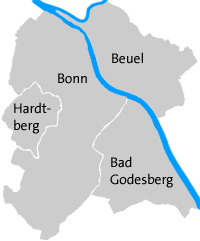
Distritos de Bonn.

En 1969, los municipios independientes de Bad Godesberg y Beuel fueron anexionados a Bonn y convertidos en distritos. 
Cada distrito se divide en barrios:
- Bad Godesberg: Alt-Godesberg, Friesdorf, Godesberg-Nord, Godesberg-Villenviertel, Heiderhof, Hochkreuz, Lannesdorf, Mehlem, Muffendorf, Pennenfeld, Plittersdorf, Rüngsdorf, Schweinheim
- Beuel: Beuel-Mitte, Beuel-Ost, Geislar, Hoholz, Holtorf, Holzlar, Küdinghoven, Limperich, Oberkassel, Pützchen/Bechlinghoven, Ramersdorf, Schwarzrheindorf/Vilich-Rheindorf, Vilich, Vilich-Müldorf
- Bonn: Auerberg, Bonn-Castell (hasta 2003: Bonn-Nord), Bonn-Zentrum, Buschdorf, Dottendorf, Dransdorf, Endenich, Graurheindorf, Gronau, Ippendorf, Kessenich, Nordstadt, Poppelsdorf, Röttgen, Südstadt, Tannenbusch, Ückesdorf, Venusberg, Weststadt
- Hardtberg: Brüser Berg, Duisdorf, Hardthöhe, Lengsdorf, Lessenich/Meßdorf

## Deporte
En Bonn solo hay 2 equipos, uno de fútbol y otro de baloncesto. El de fútbol es el Bonner SC que juega en la Regionalliga West y la DFB-Pokal, su estadio es el Sportpark Nord con capacidad para 10,128 espectadores y el de baloncesto es el Telekom Baskets Bonn que juega en el Telekom-Dome con capacidad para 6,000 espectadores. Juega en la Liga BB1.

## Vida nocturna
Debido a la antigüedad y el renombre de su universidad, Bonn es una ciudad de marcado ambiente universitario. Actualmente el 10% de la población son estudiantes universitarios, lo que hace un total de 30 000. Debido a los múltiples programas de intercambio con los que cuenta la universidad, muchos de estos estudiantes son extranjeros. Fruto de ello es que en la ciudad haya 550 locales de ocio entre bares, pubs y discotecas. Aparte, Bonn cuenta con una ópera, 12 teatros y 20 salas de cine. Bonn también es conocida por ser una de las ciudades de Alemania con más restaurantes de cocina internacional por habitante. En los meses de primavera y verano son comunes los conciertos al aire libre en las plazas y parques de la ciudad, siendo el acontecimiento más famoso el "Rhein in Flammen" (Rin en llamas). Este festival se celebra en el parque municipal de Rheinaue, consistiendo en una serie de actuaciones musicales y teatrales, que culminan con un gran espectáculo pirotécnico que congrega a toda la ciudad.

## Ciudades hermanadas
- Distrito de Bonn
  - Oxford (Reino Unido desde 1947)
  - Tel Aviv (Israel desde 1983)
  - Potsdam (Alemania, desde 1988)
  - Budafok (Distrito XXII de Budapest, Hungría desde 1991)
  - Opole (Polonia, oficialmente desde 1997; contactos desde 1954)
  - La Paz (Bolivia desde 1996)
- Distrito de Bad Godesberg
  - Saint-Cloud (Francia)
  - Frascati (Italia)
  - Windsor and Maidenhead (Reino Unido)
  - Cortrique (Bélgica)
  - Yalova (Turquía)
- Distrito de Beuel
  - Mirecourt (Francia)
- Distrito de Hardtberg
  - Villemomble (Francia)